# Алексеев, Александр Васильевич (партийный деятель)
Александр Васильевич Алексеев — советский хозяйственный, государственный и политический деятель. Член КПСС.

## Биография
Родился в 1929 году в селе Селитьба. 
С 1953 года — на хозяйственной, общественной и политической работе. В 1953—1986 гг. — мастер на заводе «Красная Этна» в городе Горький, главный механик леспромхоза в Архангельской области, главный инженер автоколонны № 109, инженер-конструктор, начальник смены, начальник цеха, начальник производства, секретарь парткома Дзержинского механического завода, второй секретарь, первый секретарь Дзержинского городского комитета КПСС.
Делегат XXIV, XXV, XXVI и XXVII съездов КПСС.
Почётный гражданин Дзержинска.
Умер в Дзержинске в 2014 году.